# آنوو (کمون)
آنوو (به فرانسوی: Annoux) یک کمون در فرانسه است که در canton of l'Isle-sur-Serein واقع شده‌است. آنوو ۸٫۹۷ کیلومتر مربع مساحت دارد.